# Beauce-Sartigan
Beauce-Sartigan ist eine regionale Grafschaftsgemeinde (französisch municipalité régionale de comté, MRC) in der kanadischen Provinz Québec.
Sie liegt in der Verwaltungsregion Chaudière-Appalaches und besteht aus 16 untergeordneten Verwaltungseinheiten (eine Stadt, neun Gemeinden, zwei Dörfer und vier Sprengel). Die MRC in der Region Beauce wurde am 1. Januar 1982 gegründet. Der Hauptort ist Saint-Georges. Die Einwohnerzahl beträgt 52.406 (Stand: 2016) und die Fläche 1.954,50 km², was einer Bevölkerungsdichte von 26,8 Einwohnern je km² entspricht.

## Gliederung
Stadt (ville)
- Saint-Georges

Gemeinde (municipalité)
- Saint-Benoît-Labre
- Saint-Côme-Linière
- Saint-Éphrem-de-Beauce
- Saint-Évariste-de-Forsyth
- Saint-Gédéon-de-Beauce
- Saint-Honoré-de-Shenley
- Saint-Philibert
- Saint-Simon-les-Mines
- Saint-Théophile

Dorf (municipalité de village)
- Lac-Poulin
- La Guadeloupe

Sprengel (municipalité de paroisse)
- Notre-Dame-des-Pins
- Saint-Hilaire-de-Dorset
- Saint-Martin
- Saint-René

## Angrenzende MRC und vergleichbare Gebiete
- Beauce-Centre
- Les Appalaches
- Le Granit
- Les Etchemins
- Somerset County, Maine, USA